# Villa Kennedy

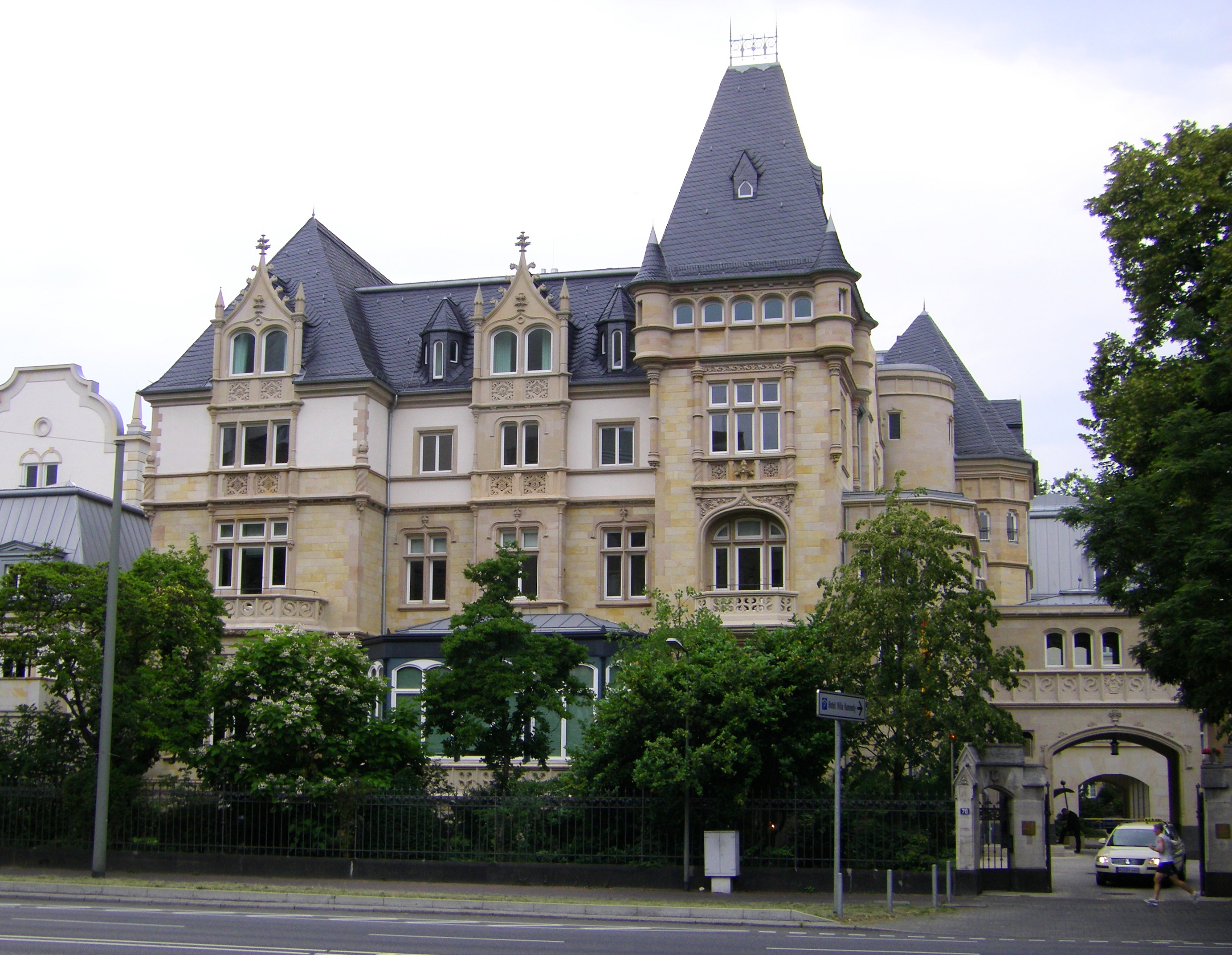
Villa Speyer als Zentralgebäude des Hotelensembles Villa Kennedy

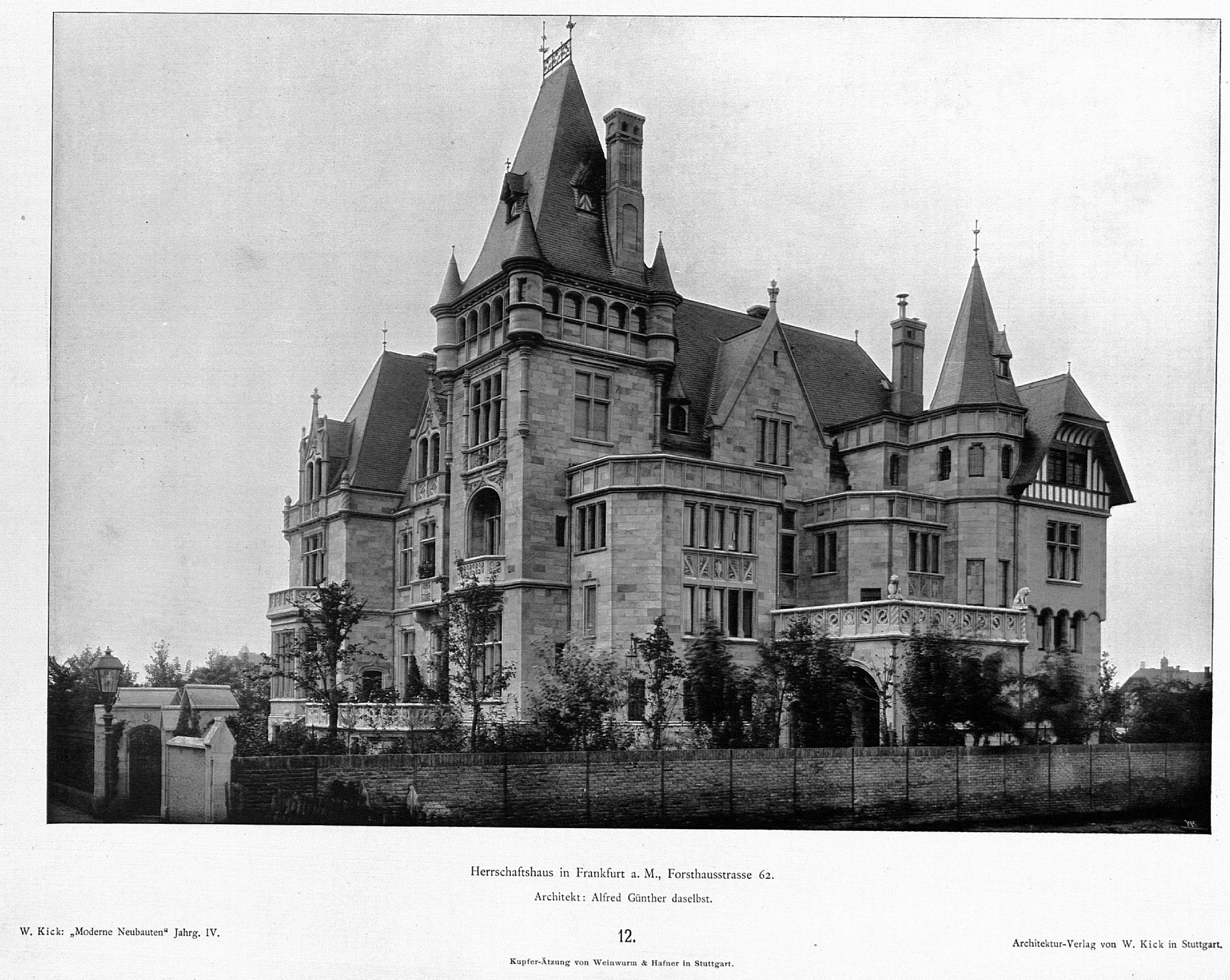
Historische Fotografie

Die Villa Kennedy ist eine Hotelanlage um die historische Villa Speyer in Frankfurt am Main. Von 2006 bis 2022 wurde sie als Luxushotel genutzt, eine Fortführung ab Sommer 2025 als Althoff Hotel unter dem neuen Namen The Florentin ist geplant.
Der Gebäudekomplex liegt an der Kennedyallee in Frankfurt-Sachsenhausen.

## Villa Speyer
Die Hotelanlage besteht aus dem denkmalgeschützten Zentralbau, der Villa Speyer, sowie den im gleichen Stil errichteten Neubauten. Die Villa wurde nach Entwürfen des Frankfurter Architekten Alfred Günther 1901 in den historisierenden Formen der Gotik und der Renaissance und mit einer hochwertigen Werksteinfassade errichtet. Es besitzt eine Risalitgliederung und wird auf der östlichen Seite von einem Eckturm abgeschlossen. Ursprünglicher Bauherr des Gebäudes an der Forsthausstraße 62 (heute Kennedyallee 70) war der jüdische Bankier Eduard Beit von Speyer (1860–1933) – Sohn des Hamburger Unternehmers Ferdinand Beit und Mitglied durch Einheirat der Unternehmerfamilie Speyer – einer der vermögendsten Deutschen zur Zeit des Kaiserreichs. Spätestens 1937 wurde die Villa „arisiert“ und ging in das Eigentum der Stadt Frankfurt über, die es der Kaiser-Wilhelm-Gesellschaft für deren Kaiser-Wilhelm-Institut für Biophysik zur Verfügung stellte (ab 1948: Max-Planck-Institut für Biophysik). Das Institut war Arbeitsstätte des Biophysikers Boris Rajewsky, der wegen seiner wissenschaftlichen Leistungen geachtet, wegen seiner pro-nationalsozialistischen Einstellung umstritten war. 1949 schloss der Erbe und Sohn des Erbauers Herbert Beit von Speyer einen Vergleich mit der Stadt Frankfurt am Main. Für eine Abfindung von 150.000 DM verblieb die Immobilie im Besitz der Stadt.

## Villa Kennedy
Anfang der 2000er Jahre erwarb der Frankfurter Projektentwickler FAY das Anwesen, ließ die Villa Speyer durch das Londoner Architekturbüro Demetri Porphyrios umplanen und durch Neubauten erheblich erweitern; die Neubauten machen 90 Prozent des Hotelkomplexes aus. Das 5-Sterne-Hotel hat 163 Zimmer, ein Restaurant und Tagungsräume. In der Villa Speyer befinden sich die Hotellobby und, unter anderen im Turm, die „Georg Speyer Suite“, die mit 326 m² als eine der größten Präsidentensuiten Europas gilt. Das gesamte Anwesen steht seit 2016 im Besitz der GEG German Estate Group, die seit 2019 der DIC Asset AG gehört.
Pächter wurden Rocco Forte Hotels. Die JFK‘s Bar in der Villa Kennedy erhielt 2012 den „Glenfiddich Award für Barkultur 2011“. 2021 wurde ein anderes Investment-Unternehmen Eigentümer der Immobilie. Ende März 2022 wurde das Hotel geschlossen.
Im Sommer 2025 plant Althoff Hotels nach Renovierung eine Wiedereröffnung unter dem neuen Namen The Florentin. Das neue Hotel hat 147 Zimmer und 52 Suiten, wovon sich 13 in der historischen Villa Speyer befinden. Die Präsidenten Suite ist 320 Quadratmetern groß.
Der neue Name The Florentin bezieht sich auf den Innenhof mit seinen blühenden Pflanzen.